# (33493) 1999 GX17
1999 GX17 (asteroide 33493) é um asteroide da cintura principal. Possui uma excentricidade de 0.06752770 e uma inclinação de 9.42340º.
Este asteroide foi descoberto no dia 15 de abril de 1999 por LINEAR em Socorro.